# Danuta Jabłońska-Frąckowiak
Danuta Jabłońska-Frąckowiak (ur. 8 października 1925 w Warszawie, zm. 25 stycznia 2011 w Poznaniu) – polska fizyczka, profesor doktor habilitowana. Kierowała Instytutem Fizyki Politechniki Poznańskiej. Była porucznikiem Okręgu Wilno Armii Krajowej.

## Życiorys
Córka Aleksandra Jabłońskiego (fizyk) i Wiktorii Jabłońskiej (nauczycielka muzyki). Jej starszą siostrą była Halina. II wojnę światową spędziła w Wilnie. Od 1942 była szyfrantką w Armii Krajowej. W 1945 zaczęła studiować fizykę na Uniwersytecie Warszawskim, ale jeszcze w czasie studiów przeniosła się wraz z ojcem na Uniwersytet Mikołaja Kopernika w Toruniu. Studia ukończyła w 1950, doktorat uzyskała w 1957, a habilitację w 1964.
W latach 1966–1972 była kierowniczką Katedry Fizyki Wydziału Technologii Rolno-Spożywczej Wyższej Szkoły Rolniczej w Poznaniu. Od 1972 roku pracowała na Politechnice Poznańskiej. W latach 1974–1981 była dyrektorką Instytutu Fizyki PP i wieloletnią kierowniczką Zakładu Fizyki Molekularnej. Na emeryturę przeszła w 1995.
W 1950 poślubiła Mieczysława Frąckowiaka (fizyk, zm. 1971). Mieli dwoje dzieci: Marię (Perz, ur. 1953) i Wojciecha (ur. 1957).

## Członek
- Rady Głównej Nauki i Szkolnictwa Wyższego (1985–1991)
- Senatu Politechniki Poznańskiej
- Polskiego Towarzystwa Biofizycznego (współzałożyciel i przewodnicząca)
- Poznańskiego Towarzystwa Przyjaciół Nauk (od 1966)
- Toruńskiego Towarzystwa Naukowego (od 1966)
- European Soc. for Photobiology (Czł. Kom. Wykonawczej do 1989)
- American Soc. for Photobiology (od 1964)
- Assoc. Intern. De Photobiologie (1976–1979)

## Książki
Na uniwersytecie Mikołaja Kopernika w latach 1946–1966 – wyd. Wydawnictwo Uniwersytetu Mikołaja Kopernika, 2006
Pomruki wojny, Biblioteka Wileńskich Rozmaitości, Bydgoszcz, 2004 (ISBN 83-87865-47-8)

## Odznaczenia i nagrody
- Krzyż Walecznych
- Medal Komisji Edukacji Narodowej
- 1977 – tytuł honorowego Zasłużonego Nauczyciela Rzeczypospolitej Polskiej
- 1969, 1974, 1977 – Nagroda Ministra Oświaty i Szkolnictwa Wyższego
- 1980, 1985, 1988 – Nagroda Ministra Nauki Szkolnictwa Wyższego i Techn.
- 1975, 1981 – Nagroda Sekretarza Naukowego PAN
- 1998 – Nagroda im. A. Cieszkowskiego, Poznańskiego Towarzystwa Przyjaciół Nauk